# Fernan do Lago
Fernan do Lago (fl. XIII secolo) è stato un trovatore galiziano, che alcuni studiosi identificano con Fernando Esquío.
È autore di una cantiga de amigo, paralelística sul santuario di Santa María do Lago.